# Hove (Belgio)
Hove è un comune belga di 8 298 abitanti nelle Fiandre (Provincia di Anversa).